# Смоленский государственный институт искусств
Смоленский государственный институт искусств (СГИИ) — высшее учебное заведение, осуществляющее образовательную деятельность в сфере музыкального, хореографического, театрального, изобразительного искусства, народного художественного творчества, музейного дела, социально-культурной и информационно-библиографической деятельности.

## История
В 1961 году в Смоленске открылась культурно-просветительная школа, чьей задачей была подготовка руководителей сельских учреждений культуры и художественной самодеятельности. В 1961 году она получила статус культурно-просветительного училища, в котором появилось также библиотечное отделение, а в 1964 году — хореографическое.
В 1990 году Смоленское культурно-просветительное училище было переименовано в училище культуры имени М. В. Исаковского. Позднее, в 1991 году, было создано Смоленское высшее профессиональное училище-колледж культуры и искусств, обеспечивавшее повышенный уровень подготовки специалистов среднего звена и тесно сотрудничавшее с Московским государственным институтом культуры.
Смоленский государственный институт искусств был создан 12 августа 1996 года на базе Смоленского высшего училища-колледжа культуры и искусств, однако в структуре вуза сохранилось также среднее профессиональное звено (колледж). Первым ректором института стал Е. А. Сергеев. В 2001 году состоялся первый выпуск специалистов дневной формы обучения, в 2002 году — заочной.

## Общие сведения
Смоленский государственный институт искусств имеет лицензию на осуществление образовательной деятельности по программам среднего профессионального, высшего профессионального и дополнительного образования. В составе СГИИ действуют 3 факультета: искусств, культуроведения и
дополнительного профессионального образования и заочного обучения. При нём работают также колледж искусств и детская школа искусств. Преемственность между этими тремя ступенями образования — одна из особенностей вуза. Имеется дневное и заочное отделение; работает аспирантура по специальности «Теория, методика и организация социально-культурной деятельности». При институте имеются библиотека и досуговый центр; студенты формируют творческие коллективы, в том числе театр народной песни и танца и джаз-оркестр; с 2006 года действует оперная студия. Количество студентов на очном и заочном отделении — более 700 человек.